# Herbie Fields
Herbie Fields (Asbury Park, 24 mei 1919 - Miami, 17 september 1958) was een Amerikaanse jazz-saxofonist/klarinettist van de swing.

## Carrière
Fields bezocht van 1936 tot 1938 de Juilliard School of Music in New York. Daarna was hij bij Raymond Scott en het Leonard Ware Trio, vervulde van 1941 tot 1943 zijn militaire dienstplicht en leidde in Fort Dix een legerband. Daarna formeerde hij een eigen band en speelde hij in 1944 altsaxofoon en klarinet bij Lionel Hampton als enige blanke muzikant en opvolger van Earl Bostic. Daar had hij met Hey Bop a Rebop een hit en won in 1945 de New Star Award van het Esquire Magazine voor altsaxofoon.
In 1946 had hij weer een eigen band tot 1947, die opnam voor RCA Victor. In de band speelden onder andere Neal Hefti, Bernie Glow, Manny Albam, Al Klink, Marty Napoleon en Serge Chaloff. Ze oriënteerden zich vervolgens aan de Hampton Band, maar speelden dansmuziek met r&b-invloeden, waarmee ze bescheiden succes hadden. Fields veranderde de bigband in een kwintet en daarna in een septet, waarin in 1949/1950 Frank Rosolino en Tiny Kahn speelden. Fields verhuisde dan naar Miami, waar hij een restaurant leidde. Zijn laatste opnamen maakte hij in februari 1958.

## Overlijden
Herbie Fields maakte op 17 september 1958 op 39-jarige leeftijd een einde aan zijn leven d.m.v. een overdosis slaaptabletten.
- Biblioteca Nacional de España: XX923935
- Bibliothèque nationale de France: cb13932396x (data)
- Gemeinsame Normdatei: 1102140821
- International Standard Name Identifier: 0000 0000 8084 7199
- Library of Congress Control Number: no2001040103
- MusicBrainz: 0359504e-5a1a-443a-9494-533f7454027b
- SNAC: w6s61f4k
- Virtual International Authority File: 5121288
- WorldCat: E39PBJgd8wrdDcG3Q8trFcWbh3